# Nikolay Matorin
Pour les articles homonymes, voir Matorin.
Nikolay Mikhaylovich Matorin (en russe : Николай Михайлович Маторин), né le 5 août 1898 à Pervitino (Tver) et mort exécuté près de Moscou le 11 octobre 1936, est un ethnographe et folkloriste russe. 

## Biographie
Matorin devient professeur en 1924 à l'Institut géographique de Leningrad, puis professeur-associé au Département d'ethnographie en 1928 et professeur en 1930. Il se spécialise dans les études religieuses et en 1930, est nommé vice-président du Comité pour l'étude de la composition ethnique de l'URSS. Après trois années comme directeur du Musée d'anthropologie et d'ethnographie Pierre le Grand (MAE), il est le premier directeur de l'Institut d'anthropologie et d'ethnographie lorsque le MAE fusionne avec l'Institut d'étude des Narodnosti de l'URSS en 1933. Alors directeur du MAE, il compte parmi les fondateurs du Musée d'histoire des religions.
Il résiste à la politisation des sciences soviétiques par Nicolas Marr mais est finalement arrêté lors de la Grande Purge de 1935 et exécuté par balle en 1936.